# ヨーロッパ柔道連盟
ヨーロッパ柔道連盟（ヨーロッパじゅうどうれんめい、英語: European Judo Union、略称はEJU）はヨーロッパの柔道を統括する国際柔道連盟 (IJF) の大陸競技連盟。1948年にロンドンで創立された。 別名ヨーロッパ柔道連合（ヨーロッパじゅうどうれんごう）。

## 沿革
- 1932～1933年 - IJFよると1932年8月にドイツでヨーロッパ柔道連盟が結成される[2][3]。ライターの吉田郁子は1933年だとしている[4]。イギリスやフランスなどはドイツが中心になることに難色を示した。1933年、イギリスでも連盟結成の試みがあった[4]。
- 1934年 - ナチス・ドイツのドレスデンでヨーロッパ選手権が開催された。IJFはこれを第1回大会としている[2][3]。フランスは反発し、参加せず。
- 1948年 - ロンドンでヨーロッパ柔道連盟が再建された。イギリス、イタリア、オランダ、スイスが再建メンバーとなった。フランスのフランス柔道柔術連盟（通称フランス柔道連盟、のちのフランス柔道柔術剣道及び関連武道連盟）は川石酒造之助の助言により加盟しなかった[5]。その後、西ドイツ、オーストリア、ベルギーも加わった[6]。
- 1950年 - 最強豪国フランスのフランス柔道連盟がヨーロッパ柔道連盟に加盟。加盟国は11カ国に[1]。
- 1951年 - ヨーロッパ柔道連盟がアルゼンチンの加盟申請を認可したことにより、IJFが創設される[2][3]。フランス柔道連盟主管でヨーロッパ選手権パリ大会が開催された。書籍『柔道大事典』はこれが第1回大会だとしている[7]。
- 1961年 - ヨーロッパで初めての世界選手権がフランスのパリで開催される。
- 1999年 - ヨーロッパ柔道財団が設立される。
- 2005年 - ウラジーミル・プーチンがヨーロッパ柔道連盟名誉会長となる。
- 2015年 - コソボの加盟も認められたことにより、51カ国の加盟となった[8]。
- 2022年 - 2月にロシアがウクライナに軍事侵攻した件を受けてEJUは、ロシア大統領のウラジーミル・プーチンが務める名誉会長の資格を一時停止し、後に正式な取り消し処分を下した。また、2007年以来EJU会長を務めてきたロシアのセルゲイ・ソロヴェイチクは辞意を表明した。暫定的な会長に副会長だったドイツのオットー・クナイティンガーが就任することになった[9][10]。その後、ハンガリーのトート・ラースローが新会長に選ばれた[11]。

## 主催大会
- 世界柔道選手権大会（ヨーロッパ地域で開催時）
- IJFグランプリシリーズ（ヨーロッパ地域で開催時）
- ヨーロッパ柔道選手権大会
- U23柔道選手権大会
- ヨーロッパジュニア柔道選手権大会

## 加盟国・地域一覧
51ヶ国・地域
※五十音順
- アイスランド
- アイルランド
- アゼルバイジャン
- アルバニア
- アルメニア
- アンドラ
- イギリス
- イスラエル
- イタリア
- ウクライナ
- エストニア
- オーストリア
- オランダ
- キプロス
- ギリシャ
- ジョージア
- クロアチア
- コソボ
- サンマリノ
- スイス

- スウェーデン
- スペイン
- スロバキア
- スロベニア
- セルビア
- チェコ
- デンマーク
- ドイツ
- トルコ
- ノルウェー
- ハンガリー
- フィンランド
- フェロー諸島
- フランス
- ブルガリア
- ベラルーシ
- ベルギー
- ボスニア・ヘルツェゴビナ
- ポーランド
- ポルトガル

- 北マケドニア
- マルタ
- モナコ
- モルドバ
- モンテネグロ
- ラトビア
- リトアニア
- リヒテンシュタイン
- ルクセンブルク
- ルーマニア
- ロシア

イスラエルはアジアだが中東アジア諸国などの反発によりアジア柔道連盟には加盟できず、当団体に加盟している。

## 加盟国内競技連盟
- フランス柔道柔術剣道及び関連武道連盟
- イギリス柔道協会

ほか
フランス、デンマーク、モナコ、オランダ、スイスなどはヨーロッパ柔術連合と国内競技連盟が同一団体で二重加盟している。（2019年10月現在）